# جسيم عديم الكتلة
في فيزياء الجسيمات، الجسيم عديم الكتلة هو جسيم أولي كتلته الساكنة صفر. هناك نوعان معروفان من الجسيمات عديمة الكتلة للبوزونات: الفوتون (الناقل الكهرومغناطيسي) والغلوون (الناقل للقوة الشديدة). ومع ذلك، لا تُلاحظ أبدًا الغلوونات كجسيمات حرة، لأنها محصورة داخل الهادرونات. بالإضافة إلى ذلك، فإن شبيه معدن فايل أو فرميون فايل الذي اكتشف في عام 2015 هو عديم الكتلة أيضًا.
كان يُعتقد في الأصل أن النيوترينوات عديمة الكتلة. ومع ذلك، نظرًا لأن النيوترينوات تغير نكهتها أثناء انتقالها، يجب أن يكون لنوعين على الأقل من النيوترينوات كتلة. أدى اكتشاف هذه الظاهرة، المعروفة باسم تذبذب النيوترينو، إلى مشاركة العالم الكندي آرثر ماكدونالد والعالم الياباني تاكاكي كاجيتا في جائزة نوبل في الفيزياء لعام 2015.
| الاسم       | الرمز | الجسيم المضاد | الشحنة (e) | السبين | وساطة التفاعل   | الوجود    |
| ----------- | ----- | ------------- | ---------- | ------ | --------------- | --------- |
| الفوتون     | γ     | ذاته          | 0          | 1      | الكهرومغناطيسية | مؤكد      |
| الغلوون     | g     | ذاته          | 0          | 1      | التآثر القوي    | مؤكد      |
| فرميون فايل |       | ذاته          | 0          | 1      | الكهرومغناطيسية | غير مؤكد* |
| الجرافتون   | G     | ذاته          | 0          | 2      | الجاذبية        | غير مؤكد  |

- لاحظ أنه على الرغم من أنه لم يتم تأكيد وجود فيرميونات فايل فعليًا بشكل تجريبي، إلا أن بعض الأنظمة يمكن أن تعمل بشكل جماعي بحيث يبدو أنها تحتوي على أشباه جسيمات فيرميون فايل.